# Simy
Simeon Tochukwu Nwankwo (sinh ngày 7 tháng 5 năm 1992), hay còn được gọi đơn giản là Simy, là một cầu thủ bóng đá  chuyên nghiệp người Nigeria hiện tại đang thi đấu ở vị trí tiền đạo cho câu lạc bộ Salernitana tại Serie A.
Simy là cầu thủ bóng đá châu Phi duy nhất từng là vua phá lưới ở một giải đấu chuyên nghiệp Ý (cụ thể là Serie B mùa giải 2019–20). Với 66 bàn thắng trên mọi đấu trường, anh là cầu thủ vĩ đại nhất trong lịch sử câu lạc bộ Crotone. Simy cũng là cầu thủ bóng đá châu Phi duy nhất, cùng với Samuel Eto'o ở mùa giải 2010–11, đã ghi được 20 bàn thắng trong một mùa giải ở Serie A, đạt được thành tích ở mùa giải 2020–21.

## Sự nghiệp thi đấu

### Crotone
Vào tháng 7 năm 2016, Simy đã ký hợp đồng với Crotone, tân binh của Serie A.
Anh đã ghi bảy bàn trong mùa giải 2017–18, đồng hạng với Ante Budimir để đứng thứ hai cho câu lạc bộ và chỉ kém vua phá lưới Marcello Trotta một bàn. Điều này bao gồm một cú ngả bàn đèn đáng nhớ trong trận hòa 1-1 trước Juventus vào ngày 19 tháng 4 năm 2018. Tuy vậy, Crotone bị xuống hạng vào cuối mùa.
Mặc dù câu lạc bộ đã phải vật lộn để cán đích ở vị trí thứ 12 trong lần trở lại Serie B, Simy đã có thể tìm lại phong độ của mình và có mùa giải tốt nhất kể từ khi chuyển đến Ý, đứng đầu trong đội bóng và đứng thứ sáu chung cuộc về số bàn thắng với 14 bàn. Anh đã làm tốt nhất điều này trong mùa giải 2019–20, đứng đầu Serie B với 20 bàn thắng và giúp đội của anh giành quyền trở lại giải đấu hàng đầu Ý. Simy lại tiếp tục đạt phong độ cao trong mùa giải 2020–21, ghi 20 bàn thắng ở giải quốc nội, nhưng điều này không đủ để ngăn Crotone xuống hạng sau một mùa giải duy nhất. Vào ngày 19 tháng 8 năm 2021, Simy chuyển đến Salernitana theo dạng cho mượn kéo dài một mùa giải.

### Salernitana
Vào ngày 9 tháng 1 năm 2022, Simy được Salernitana ký hợp đồng với mức phí 3,5 triệu euro. Vào ngày 31 tháng 1 năm 2022, anh được cho câu lạc bộ Parma tại Serie B mượn cho phần còn lại của mùa giải với một tùy chọn mua.

#### Cho mượn tại Benevento
Vào ngày 1 tháng 9 năm 2022, Simy chuyển đến câu lạc bộ Benevento tại Serie B lúc bấy giờ, dưới dạng cho mượn kèm theo tùy chọn mua.

## Sự nghiệp quốc tế
Vào ngày 25 tháng 5 năm 2018, Simy được gọi lên Đội tuyển bóng đá quốc gia Nigeria dưới thời huấn luyện viên Gernot Rohr để chuẩn bị cho Giải vô địch bóng đá thế giới 2018 tại Nga. Ba ngày sau, anh có trận ra mắt quốc tế trong trận hòa 1-1 trước đội tuyển CHDC Congo. Vào tháng 6, anh có tên trong danh sách 23 cầu thủ của Nigeria tham dự World Cup. Anh ra sân lần đầu tại giải đấu trong trận gặp Croatia, nơi anh vào sân thay người ở hiệp hai khi Nigeria bị dẫn trước 2–0. Anh cũng vào sân thay người trong trận thua 2–1 trước Argentina.

## Đời tư
Simy là con cả trong gia đình có ba người con. Anh trai là một nhà vật lý trị liệu, còn em gái là một y tá, và cả hai là một cặp song sinh. Simy và vợ anh theo đạo Công giáo và có một người con. Simy đã trở thành chủ đề lạm dụng chủng tộc trên mạng xã hội trong thời gian ở Crotone, bao gồm cả mong muốn rằng con trai ông 'sẽ chết vì ung thư tuyến tụy'. Về quan điểm chống phân biệt chủng tộc, thị trưởng Crotone, Vincenzo Voce, đã trao quyền công dân danh dự của thành phố cho con trai của Nwankwo vào ngày 27 tháng 3 năm 2021.

## Thống kê sự nghiệp

### Câu lạc bộ
Tính đến trận đấu diễn ra vào ngày 26 tháng 2 năm 2023
| Câu lạc bộ          | Mùa giải            | Giải đấu                           | Giải đấu | Giải đấu | Cúp quốc gia | Cúp quốc gia | League Cup | League Cup | Tổng cộng | Tổng cộng |
| Câu lạc bộ          | Mùa giải            | Hạng đấu                           | Trận     | Bàn      | Trận         | Bàn          | Trận       | Bàn        | Trận      | Bàn       |
| ------------------- | ------------------- | ---------------------------------- | -------- | -------- | ------------ | ------------ | ---------- | ---------- | --------- | --------- |
| Portimonense        | 2011–12             | LigaPro                            | 23       | 5        | 2            | 0            | 6          | 1          | 31        | 6         |
| Portimonense        | 2012-13             | LigaPro                            | 32       | 12       | 2            | 1            | 3          | 0          | 37        | 13        |
| Portimonense        | Tổng cộng           | Tổng cộng                          | 55       | 17       | 4            | 1            | 9          | 1          | 68        | 19        |
| Gil Vicente         | 2013–14             | Giải bóng đá Ngoại hạng Bồ Đào Nha | 15       | 0        | 1            | 0            | 5          | 0          | 21        | 0         |
| Gil Vicente         | 2014–15             | Giải bóng đá Ngoại hạng Bồ Đào Nha | 30       | 9        | 3            | 1            | 2          | 1          | 35        | 11        |
| Gil Vicente         | 2015–16             | LigaPro                            | 43       | 20       | 3            | 0            | 0          | 0          | 46        | 20        |
| Gil Vicente         | Tổng cộng           | Tổng cộng                          | 88       | 29       | 7            | 1            | 7          | 1          | 102       | 31        |
| Crotone             | 2016–17             | Serie A                            | 21       | 3        | 1            | 1            | —          | —          | 22        | 4         |
| Crotone             | 2017–18             | Serie A                            | 23       | 7        | 1            | 0            | —          | —          | 24        | 7         |
| Crotone             | 2018–19             | Serie B                            | 33       | 14       | 3            | 0            | —          | —          | 36        | 14        |
| Crotone             | 2019–20             | Serie B                            | 37       | 20       | 1            | 1            | —          | —          | 38        | 21        |
| Crotone             | 2020–21             | Serie A                            | 38       | 20       | 1            | 0            | —          | —          | 39        | 20        |
| Crotone             | Tổng cộng           | Tổng cộng                          | 152      | 64       | 7            | 2            | —          | —          | 159       | 66        |
| Salernitana (mượn)  | 2021–22             | Serie A                            | 19       | 1        | 1            | 0            | —          | —          | 20        | 1         |
| Parma (mượn)        | 2021–22             | Serie B                            | 12       | 1        | 0            | 0            | —          | —          | 12        | 1         |
| Benevento (mượn)    | 2022–23             | Serie B                            | 16       | 0        | 0            | 0            | —          | —          | 16        | 0         |
| Tổng cộng sự nghiệp | Tổng cộng sự nghiệp | Tổng cộng sự nghiệp                | 342      | 112      | 19           | 4            | 16         | 2          | 377       | 118       |

1. ↑  Bao gồm Taça de Portugal, Coppa Italia
2. ↑  Bao gồm Taça da Liga

### Quốc tế
Tính đến trận đấu diễn ra vào ngày 26 tháng 6 năm 2018
| Đội tuyển quốc gia | Năm       | Trận | Bàn |
| ------------------ | --------- | ---- | --- |
| Nigeria            | 2018      | 4    | 0   |
| Tổng cộng          | Tổng cộng | 4    | 0   |